# Sea Wolf (automat do gry)
Sea Wolf – automat do gry firmy Midway Games wyprodukowany w 1976.  Oparta na procesorze Intel 8080 gra była elektroniczną wersją wcześniejszej elektro-mechanicznej gry "Sea Devil".